# 사카이 나오쓰구
사카이 나오쓰구(일본어: 酒井直次, 1596년 ~ 1630년 4월 22일)는 일본 에도 시대의 다이묘로, 아테라자와 번주이다. 어릴적 이름은 우콘(右近)이며, 관위는 종5위하, 우콘노타이후(右近大夫)이다.
사카이 이에쓰구의 아들로 태어났으며, 사카이 다다쓰구의 손자이고, 사카이 다다카쓰의 동생이다. 에도 막부 제2대 쇼군 도쿠가와 히데타다와는 6촌간이다.
겐나 6년(1620년), 종5위하, 우콘노타이후에 서임되었다. 겐나 8년(1622년) 9월, 형 다다카쓰가 쇼나이번주가 되면서, 영지 1만 2천 석을 분할받아 쇼나이 번의 지번인 아테라자와 번을 설립하였다. 간에이 7년(1630년)에 사망하였는데, 자식이 딸뿐이었기 때문에 아테라자와 영지는 몰수되고 번은 폐지되었다.
|  | 아테라자와 번 번주 1622년 ~ 1630년 | 후임 폐번 |